# 攻佔托里霍斯機場
攻占托里霍斯机场（英語：Capture of Torrijos Airport）是美国入侵巴拿马系列行动的一部分。行动目标是占领托里霍斯机场的巴拿马空军总部。同时封锁机场，防止飞机进入巴拿马行动由美国陆军第75游骑兵团执行。

## 过程
美国制定了一个三阶段计划来占领托里霍斯机场：隔离主航站楼,消除敌人抵抗，并防止巴拿马国防军干扰正义事业行动。C连可以依靠由一架“幽灵式”AC-130武装直升机和AH-6直升机提供的火力支援。美国计划使用AC-130清除机场的三个0.50口径机枪阵地和一个ZPU-4防空阵地，同时AH-6摧毁警戒塔。
最初，开始行动时美国情报部门表示主航站楼的人很少。由于两个国际航班降落在机场，机场中共有398名平民，而并非美国人预期的几十人。巴拿马国防军第2连进入戒备状态，并在机场航站楼内和周围巡逻。

## 结果
1989年12月20日早上，大约早上7点，游骑兵连与第82空降师的部队会合。囚犯、被拘留者以及没收的文件和武器被移交给第82空降师的宪兵连长。
在占领机场的行动过程中，只有2名游骑兵团军人受伤。5名巴拿马国防军士兵死亡，21人被俘。